# A Latin Dictionary
A Latin Dictionary (engl. f. Ein lateinisches Wörterbuch) ist ein weit verbreitetes englischsprachiges Lexikon der lateinischen Sprache. Es erscheint bei der Oxford University Press, wurde 1879 veröffentlicht und ist eines der meistgenutzten lateinischen Wörterbücher im englischen Sprachraum. Nach seinen Herausgebern Charlton T. Lewis und Charles Short ist es auch als Lewis and Short (engl. f. Lewis und Short) bekannt.

## Geschichte
Die Entstehung des Latin Dictionary wird von seinem vollständigen Titel A Latin Dictionary: Founded on Andrews’ Edition of Freund’s Latin Dictionary: Revised, Enlarged, and in Great Part Rewritten by Charlton T. Lewis, Ph.D. („Ein lateinisches Wörterbuch: Basierend auf Andrews’ Ausgabe des lateinischen Wörterbuches von Freund: Verbessert, vermehrt und größtenteils umgeschrieben von Charlton T. Lewis, Ph.D.“) zusammengefasst. Es basiert auf einer von E. A. Andrews 1850 angefertigten Übersetzung des Wörterbuchs der Lateinischen Sprache von Wilhelm Freund aus dem Deutschen. Dieses Latin Dictionary wurde nach Andrews’ Tod von Wilhelm Freund selbst bearbeitet, anschließend von Henry Drisler, bis es unter den Herausgebern Charles Short und Charlton T. Lewis in seine heutige Form kam. Dass im vollständigen Titel nur Lewis’ Name vorkommt, liegt daran, dass Short nur die Einträge des Buchstaben A bearbeitete (216 Seiten), während Lewis die restlichen Buchstaben (B bis Z, 1803 Seiten) bearbeitete.
1890 veröffentlichte Lewis eine gekürzte Fassung des Lexikons unter dem Titel An Elementary Latin Dictionary, das für Schüler und Studenten gedacht war.
Beim Perseus Project ist der digitale Volltext des Wörterbuches verfügbar.

## Bedeutung
Bis zum Erscheinen des Oxford Latin Dictionary (OLD) war das Latin Dictionary von Lewis und Short das einzige englischsprachige lateinische Wörterbuch größeren Umfanges. Von 1933 bis 1982 wurde ebenfalls in Oxford mit dem OLD nach dem Vorbild des Oxford English Dictionary ein zeitgemäßes, auf modernen Textausgaben basierendes Lexikon geschaffen. Da das OLD jedoch spätlateinische und christliche Autoren nicht enthält, ist das Latin Dictionary von Lewis und Short immer noch weit verbreitet, und wird vor allem von Mediävisten und Renaissanceforschern bevorzugt verwendet.